# Grupo de Combate Islâmico Líbio
O Grupo de Combate Islâmico Líbio (GCIL), também conhecido como Al-Jama’a al-Islamiyyah al-Muqatilah bi-Libya (em árabe: الجماعة الإسلامية المقاتلة بليبيا)  foi um grupo radical islâmico, fundado em 1990, que travou uma insurgência armada contra o Regime de Gadafi que teve seu auge entre 1995 e 1998, grande parte de sua liderança veio de soldados que lutaram contra as forças soviéticas no Afeganistão.
No passado o GCIL afirmava que seu objetivo final era o de instalar um Estado Islâmico dentro da Líbia, no entanto, na época da Guerra Civil Líbia, acreditava-se que não seria capaz de causar muitos problemas dentro da oposição. Derna era tida como a principal base do CGIL..

## Antecedentes
A Líbia é um país muçulmano sunita ortodoxo que segue em linhas gerais a Escola maliquita, que é mais difundida no Norte da África.
Parte do apoio ao Rei Idris vinha da Ordem Senussi que tinha orientação sufista.
A Irmandade Muçulmana surgiu na Líbia em 1950, liderada por Ezadine Ibrahim e outros egípcios que buscaram refúgio no país, em uma época de grande perseguição no Egito.
O Rei Idris permitiu a atuação do movimento que atraiu adeptos líbios e era apoiado por professores egípcios que trabalhavam na Líbia.
Quando Gadafi tomou o poder em 1969, prendeu muitos integrantes do movimento e os enviou de volta para o Egito, em 1973, o movimento anunciou sua dissolução.
Dentre aqueles que fugiram do país em decorrência da perseguição, destaca-se Abdullah Busen, um admirador de Sayid Qutb.
Após um período de ostracismo, a Irmandade:
1. passou a se denominar como Grupo Islâmico Líbio (Al-Jama'a al-Islamiya al-Libyia);
2. passou a operar clandestinamente por meio de células interligadas que se espalharam por todo o país, e a ganhar apoio popular por meio de trabalhos de caridade e assistência social;
3. passou a declarar que pretendia derrubar o Regime de Gadafi e implantar a Sharia no país por meios pacíficos;
4. se fortaleceu por meio de estudantes líbios que durante seus estudos no exterior faziam contatos com membros da Irmandade;
5. tinha maior apoio nas classes médias, ou seja em meio a acadêmicos, estudantes, engenheiros e as pessoas envolvidas no comércio;
6. sob o aspecto regional, encontrava maior apoio no leste do país, principalmente em torno da cidade de Bengazi.

Também durante a década de 1980, merece destaque a atuação do Emir Awatha Al-Zuwawi que viajou por todo o país pregando a jiade e defendendo a realização de operações militares para derrubar o Regime de Gadafi, alguns dos adeptos de Al-Zuwawi foram lutar contra os soviéticos no Afeganistão, onde obtiveram treinamento e experiência militar. No entanto o Regime descobriu a existência do grupo e prendeu muitos de seus integrantes por ocasião de seu retorno à Líbia, incluindo Al-Zuwawi
.
O Regime de Gadafi reprimia aqueles que se opunham a sua própria visão do islamismo, tendo por isso:
1. Torturado até a morte o pregador salafista Muhammad al-Bashti, em 1981;
2. Executou um dos integrantes da Irmandade Muçulmana em 1983;
3. Executado seis militantes radicais wahabitas (incluindo três oficiais do exército), que seriam financiados pela Arábia Saudita em 1987, e que teriam assassinado um oficial de alta patente, tal execução teve maior repercussão pois ocorreu em um estádio desportivo em Bengazi e foi transmitida pela televisão[6].

Nesse contexto, pelo menos 500 militantes islâmicos líbios foram ao Afeganistão lutar contra as forças soviéticas, depois da derrota soviética, alguns voltaram para a Líbia no início da década de 90, outros viajaram para o Sudão, onde Osama bin Laden tinha começado a construir o que viria a ser a Alcaida, ou viajaram para a Grã-Bretanha.
Estes líbio que lutaram no Afeganistão não se associaram à Irmandade Muçulmana ou ao Hizb al-Tahrir, pois não tinham como objetivos a restauração de privilégios clericais, e começaram a organizar um movimento para derrubar o Regime de Gadafi e estabelecer um Estado Islâmico, em um contexto de crise econômica decorrente de sanções da Organização das Nações Unidas em decorrência da suposta participação do Regime Líbio no Atentado de Lockerbie. A insurgência armada islâmica era uma realidade regional na década de 90, quando também o Egito e a Argélia enfrentavam militantes islâmicos apoiados pelo Sudão

## Década de 1990
O GCIL foi fundado em 1990 por líbios que lutaram contra as forças soviéticas no Afeganistão, que tinha como objetivo estabelecer um Estado Islâmico na Líbia e via o Regime de Gadafi como opressivo e anti-muçulmano.
Inicialmente Hassan Turabi não permitia que militantes líbios radicados no Sudão iniciassem uma campanha militar contra o Regime de Gadafi, pois temia represálias contra cerca de um milhão de trabalhadores sudaneses na Líbia, e também porque Gadafi não bloqueava a passagem de militantes argelinos baseados no Sudão na travessia do deserto da Líbia em direção à Argélia, mas depois de uma rebelião militar em outubro 1993 que resultou em centenas de mortos, passou acreditar na derrubada do Regime Líbio e a permitir que militantes líbios radicados no Sudão iniciassem uma campanha contra Gadafi.
Em resposta, Gadafi começou a expulsar milhares de trabalhadores sudaneses da Líbia, como meio para exigir que o governo do Sudão expulsasse os militantes islâmicos líbios baseados naquele país. Sob a pressão do governo sudanês, Bin Laden ordenou a retirada dos militantes islâmicos líbios do Sudão, fornecendo passagens aéreas e 2.400 dólares para cada um, mas a maioria deles se recusou a aceitar a retirada.
Em setembro de 1995, teve início uma violenta luta em Bengazi, que resultou em dezenas de mortos em ambos os lados.
Em fevereiro de 1996, o GCIL realizou um tentativa de assassinato contra Muamar Gadafi em Sirte .
Em março de 1996 houve uma fuga da prisão de Al-Kuwaifiya, próxima à Bengazi, em direção às montanhas do nordeste da Líbia (Montanhas Verdes), tiveram início intensos combates, que resultaram no fechamento da principal rodovia costeira que liga Bengazi à fronteira com o Egito por dias. Nessa época Abdel Hakim Belhadj foi nomeado dirigente do GCIL.
Em junho de 1996, o GCIL matou oito policiais em um centro de treinamento perto da cidade de Derna.
Em julho de 1996, o Regime de Gadafi fez prisões maciças em todo o país e utilizou aviões para bombardear as bases do GCIL nas montanhas, dizimando as forças do GCIL.
Em novembro de 1996, um militante do GCIL atirou uma granada contra Gadafi durante sua visita à cidade desértica de Biraque, o líder líbio escapou ileso, mas foi hospitalizado.
No período posterior o GCIL continuou a realizar ataques contra postos militares e policiais de forma intermitente, mas impôs lei marcial na região de Derna e fez uma série de represálias, como o corte de eletricidade e abastecimento de água, contra as cidades onde havia suspeita de abrigar militantes do GCIL.
Em outubro de 1997, Salah Fathi bin Salman (também conhecido como Abu Abd al-Rahman Hattab), foi morto em combate com as forças do Regime Líbio.
No verão de 1998, o Regime Líbio lançou um grande ataque contra esconderijos do GCIL e prendeu dezenas de simpatizantes, mais de 150 de seus líderes foram mantidos incomunicáveis por muitos anos, foram condenados em um julgamento em massa em 2002, que resultou em duas penas de morte, e diversas penas de prisão perpétua.
No final da década de 90, as operações do GCIL estavam bastante reduzidas.
Em uma entrevista em 1999, Omar Rashed, na época o porta-voz do GCIL, lamentou que o povo líbio não tinha "passado para além da fase de sentimentos para o estágio de ação", e sugeriu uma mudança de foco, como Bin Laden havia feito, deixando de lado a luta pela mudança de regime em casa e partindo para a jiade internacional.

## Após o 11 de setembro
Antes dos Atentados de 11 de Setembro, o GCIL tinha pelo menos dois campos de treinamento no Afeganistão, um deles, localizado a cerca de 19 quilômetros ao norte de Cabul, denominava-se Shahid Cheikh Abu Yahya.
Os Atentados de 11 de Setembro criaram uma oportunidade para uma aliança inusitada entre o Regime de Gadafi e as potências ocidentais na luta contra o GCIL que era visto como uma filial da Alcaida, em 25 de setembro o presidente George W. Bush determinou o bloqueio dos bens do GCIL nos EUA, apenas algumas semanas após os atentados, uma equipe da CIA voou para Londres para se encontrar com Musa Kusa, chefe da inteligência líbia, que supostamente teria planejado o Atentado de Lockerbie, mas que, na ocasião forneceu à CIA e ao M16 os nomes de militantes islâmicos líbios que treinaram ou lutaram no Afeganistão, incluindo aqueles que viviam no Reino Unido.
Embora o GCIL não tivesse uma presença nos Estados Unidos, sua classificação como organização terrorista por aquele país teria seus efeitos, pois, desse modo, qualquer Estado que prestasse assistência ao GCIL poderia ser designado um Estado patrocinador do terrorismo, e qualquer militante do GCIL que vivesse em países não democráticos aliados dos Estados Unidos, como, por exemplo, o Paquistão e o Egito, poderia ser preso e deportado para a Líbia, além disso, a cooperação com a CIA ajudou o Regime Líbio a cortar linhas de apoio financeiro e logístico do GCIL.
Por outro lado, o Reino Unido não designou o GCIL como uma organização terrorista, e vários líderes do GCIL continuaram a viver em Londres e em Manchester, todos eles negavam qualquer relação com a Alcaida e enfatizavam que o GCIL nunca havia realizado um ataque fora da Líbia ou contra civis.
Em outubro de 2001 um Comitê designado pelo Conselho de Segurança das Nações Unidas conclui que havia uma associação do GCIL com a Alcaida.
Também segundo o referido Comitê:
1. em maio de 2003, em associação com o Grupo Islâmico Marroquino Combatente, participou de uma ação em Casablanca (Marrocos) que resultou em mais de 40 mortes e mais de 100 de feridos, sendo tal conclusão questionada por Gary Gambill, que indica que os suspeitos nesse caso não eram líbios e que o governo dos EUA nunca divulgou as informações que permitiam atribuição de culpa ao GCIL[1];
2. teria colaborado: com a realização dos atentados de 11 de março de 2004 em Madrid (Espanha);
3. em 3 de novembro de 2007, foi anunciada sua fusão com a Alcaida.

Muitos militantes do CGIL fugiram do Afeganistão quando os EUA invadiram aquele país em 2001. Após a Invasão do Iraque em 2003, o GCIL enviou muitos militantes para combater as tropas norte americanas, de modo que os líbios chegaram a formar o segundo maior grupo de voluntários islâmicos em combate. O CGIL atuava em estreita colaboração com Abu Mussab al-Zarqawi, chefe da Alcaida no Iraque até sua morte em 2006.
Em dezembro de 2004, o GCIL foi classificado como organização terrorista pelo Departamento de Estado dos Estados Unidos.
Em novembro de 2007, Ayman al-Zawahri anunciou a fusão do GCIL com a Alcaida, mas a informação foi questionada por Noman Benotman.
Em agosto de 2009, o GCIL teria se dissolvido, mas se reagrupou durante a Guerra Civil Líbia sob um novo nome: Al-haraka Al-Islamiya Al Libiya Lit-Tahghir, ou o Movimento Islâmico Líbio pela Mudança.

## Ruptura com a Alcaida
Saif al-Islam Muamar GadafiSaif al-Islam, encorajado pelo governo britânico e auxiliado pelo Xeique Ali al-Sallabi (líder da Irmandade Muçulmana na Líbia), dirigiu um processo de "desradicalização" de extremistas islâmicos, semelhante àqueles que estavam sendo feito no Egito e em Londres, que durou mais de dois anos, resultou na elaboração de um documento teológico com 417 páginas denominado "Estudos corretivas no entendimento da Jiade, aplicando a moralidade e o julgamento de pessoas", publicado em setembro de 2009, no qual diversos integrantes do GCIL se retrataram, anunciaram sua ruptura com a Alcaida e declararam que bombardeios indiscriminados e ataques contra civis não estavam de acordo com os seus objetivos. Tal documento possibilitou a libertação mais de 300 integrantes do GCIL, incluindo Abdel Hakim Belhadj, da Prisão de Abu Salim, durante o ano de 2010. Na época, Saif declarou que aqueles homens que tinham sido libertados pois já não eram um perigo para a sociedade 

## Líderes[32]
- Awatha Al-Zuwawi: precursor do GCIL[6].
- Abdel Hakim Belhadj (ou Abu Abdullah al-Sadiq ou Abdallah al-Sadeq ou Abdul-Hakim al-Hasadi): veterano da luta contra tropas soviéticas no Afeganistão[33], capturado em uma operação encoberta da CIA na Tailândia na Primavera de 2004, foi libertado da Prisão de Abu Salim em março de 2010, posteriormente, durante a Guerra Civil Líbia liderou a Brigada Mártires de Abu Salim, baseada em Derna, juntamente com Abu Sufian Hamouda, durante a Tomada de Trípoli liderou o ataque ao Palácio Presidencial e após a vitória foi nomeado comandante do Conselho Militar de Trípoli, acusava o Serviço Secreto Britânico de tê-lo capturado e entregue ao Regime Líbio que o torturou[4][12][28][34].
- Ismail al-Salabi: líder do GCIL em Bengazi em agosto de 2011;
- Abdel Hakim al-Assadi: líder do GCIL em Derna em agosto de 2011;
- Ali Salabi: integrou o Conselho Nacional de Transição[13];
- Khaled Sharif (ou Khaled al-Sharif ou Abu Hazem): Em 03 de abril de 2002 foi capturado em Peshawar (Paquistão), ficou detido em várias instações no Afeganistão e no Paquistão (Peshawar, Islamabad, Cabul e Bagram), era considerado o chefe militar do GCIL, enviado para a Prisão de Abu Salim em abril de 2005, e libertado em março de 2010.
- Hassan Raba'i (ou Mohamed Ahmad Mohamed al-Shoroeiya ou Mohamed Shu'iya): Em 03 abril de 2002 foi capturado em Peshawar (Paquistão), passou um tempo em uma prisão da CIA no Afeganistão e depois enviado para a Prisão de Abu Salim.
- Sami Saadi (ou Abu Munder al-Saadi ou Sami Mustafa al-Saadi ou Abu Munthir al-Saadi): era considerado o ideológo oficial do GCIL, entregue ao Regime Líbio pelo Serviço Secreto Britânico em 28 de março de 2004, foi libertado da Prisão de Abu Salim em março de 2010[35][36].
- Ayoub al-Libi (ou al-Mahdi Jawda ou Mahdi Jawda): enviado para a Prisão de Abu Salim em abril de 2005.
- Adnan al-Libi (ou  Majid Abu Yasser)
- Muhammad al-Rimi (ou Muhammad al-futuri ou Safrani Abdesalam): esteve preso em Guantánamo por quatro anos até dezembro de 2006, quando foi transferido para a Prisão de Abu Salim.
- Abdul al-Qassim Ra'ouf: nunca foi enviado para a Prisão de Abu Salim, foi enviado para a Albânia, em fevereiro de 2010.
- Abdul Hamid al-Ghizzawi: nunca foi enviado para a Prisão de Abu Salim, foi enviado para a Geórgia, em fevereiro de 2010.[34].
- Abu Sufian Hamouda (ou Abu Sufian Ibrahim Ahmed Hamuda bin Qumu ou Abu Sofian Ben Guemou ou Sofiane Ibrahim Gammu ou Abu Sufian bin Qumu): esteve preso em Guantánamo até outubro de 2007, quando foi transferido para a Prisão de Abu Salim, de onde foi libertado em setembro de 2010, durante a Guerra Civil Líbia liderou uma brigada em Derna, conhecida como "Mártires de Abu Salim", juntamente com Abdel Hakim Belhadj[4][28][34], rejeitava a informação de que foi motorista de Osama bin Laden[37].
- Abu Layth al-Libi (ou Abu al-Laith al-Liby): um dos fundadores do GCIL, ocupou posições de destaque dentro da liderança da Alcaida. Em 2007, era identificado como principal líder do GCIL em mensagens da Alcaida, naquele ano, por ocasião da visita do vice-presidente dos EUA Dick Cheney ao Afeganistão, organizou um ataque suicida na Base Aérea de Bagram, que deixou 23 mortos. Em 2008 foi morto na zona tribal do noroeste do Paquistão por avião não tripulado[15][19][29][34][38].
- Atiyah Abd al-Rahman: no final de agosto de 2011 foi morto em um bombardeio de aviões não tripulados[12].
- Abu Yahya al-Liby: em 2005, fugiu de um centro de detenção americano na base aérea de Bagram (Afeganistão), apareceu em diversos vídeos e ocupou posições de destaque dentro da liderança da Alcaida, provável sucessor de Atiyah Abd al-Rahman [12][15][29].
- Abdel Wahab Qayed: irmão de Abu Yahya al-Liby que foi libertado da Prisão de Abu Salim em 16 de fevereiro de 2011[10].
- Mohammed Benhammedi: acusado de financiar e arrecadar recursos para o GCIL no Reino Unido[39] e de relacionar-se com a filha de um dos responsáveis pela segurança em uma usina nuclear na Lituânia como método para obter segredos nucleares[40].
- Tahir Nasuf: acusado de arrecadar e enviar recursos para o GCIL.[41].
- Salah Fathi bin Salman (ou Abu Abd al-Rahman Hattab ou Fathi Salah Suleiman [22]): em outubro de 1997 foi morto em combate com as forças do Regime Líbio.
- Omar Rashed: em 1999 era o porta voz do GCIL.
- Abu-Hafs al-Libi (ou Abd-al-Hakim al-Jiritli): serviu como um dos principais colaboradores de Abu Musab al-Zarqawi, até sua morte, em outubro de 2004[1].
- Abu Anas al-Libi: foi um do que planejou os atentados da Alcaida em 1998, contra as embaixadas americanas no Quênia e na Tanzânia, o FBI chegou a oferecer uma recompensa de 5 milhões de dólares por sua cabeça,  no início de fevereiro de 2002, al-Libi foi capturado no Egito ou no Sudão[42].
- Ibn al-Shaykh al-Libi (ou Ali Mohamed Abdelaziz al-Fakheri): comandou o acampamento de treinamento de Bin Laden em Al-Khaldan no Afeganistão, entre em dezembro de 2001 e janeiro de 2002, foi capturado no leste do Afeganistão, fugindo do ataque dos EUA à região de Tora Bora, foi enviado ao Egito pela CIA onde, sob tortura, teria relatado a existência de uma associação entre a Alcaida e Saddam Hussein, para o uso de armas químicas, tal relato foi usado pelo Presidente Bush para justificar a Invasão do Iraque em março 2003. Após estar em diferentes prisões secretas (no Afeganistão, na Jordânia e no Marrocos), foi mandado para Prisão de Abu Salim em 2006, onde foi encontrado encontrado enforcado em sua cela em maio de 2009[21][34].
- Wadi al-Shateh: liderou uma das tentativas de assassinato contra Gadafi.
- Anas Sebai: apontado pelo Serviço de Inteligência Canadense, como líder do GCIL que contava com 2.500 líbios que haviam lutado ou treinado no Afeganistão.
- Abu Faraj al-Libi: foi o sucessor de Khalid Sheikh Mohammad, como chefe operacional da Alcaida após sua captura em Rawalpindi em 1 de março de 2003[14].
- Haidar Waw Shnawa: preso em 2004 em Najafe (Iraque), sob acusação de atentados praticados em Carbala e Khadamiya.
- Khlaid al-Zayidi (de Bengazi): morto pelos serviços de segurança líbios logo após seu retorno do Iraque[6].
- Anes al-Sharif: atuou no Reino Unido[10].
- Noman Benotman ou Bin Othman: um ex-comandante do LIFG que lutou com Osama bin Laden, depois passou a defender uma ruptura do GCIL com a Alcaida[43], foi o interlocutor de Saif al-Islam Muamar GadafiSaif al-Islam nas negociações com integrantes do GCIL presos em Abu Salim entre 2007 e 2009[21], em setembro de 2011 trabalhava como analista para a Fundação Quilliam, uma organização financiada pelo governo do Reino Unido para combater o fundamentalismo islâmico em Londres[10][12].